# Desa Kaliurip (administrativ by i Indonesien, lat -7,48, long 109,09)
Desa Kaliurip är en administrativ by i Indonesien.   Den ligger i provinsen Jawa Tengah, i den västra delen av landet, 280 km sydost om huvudstaden Jakarta.